# Gran Comora
Gran Comora (también conocida como Grande Comore o Ngazidja) es una isla en el océano Índico en la costa sur de África. Es la mayor isla de las Comoras con una superficie de 1148 km². La mayoría de su población pertenece a la etnia comorense. En 1991 tenía una población de 234 000 habitantes. Su capital es Moroni, que también es la capital nacional. Según la constitución de 2002, es gobernado por un presidente electo, así como en las otras islas, con el gobierno federal que ha reducido mucho su poder.
En la década de 1980, por primera vez en la historia de este archipiélago, un español de origen almeriense y afincado en Málaga llamado Francisco F. Sánchez Martínez, enviado por el PNUD, Proyecto de Naciones Unidas para el Desarrollo, logró extraer agua del suelo volcánico y construyó innumerables pozos por toda la isla de Gran Comora, solucionando así el grave problema de abastecimiento para toda la población. Esto le valió el reconocimiento del país que le premió condecorándole con la medalla de la media luna verde al mérito y los servicios prestados (nombrándole caballero de dicha orden), pasando ésta a ser su segunda condecoración, pues ya había obtenido años atrás la medalla al trabajo del Gobierno de Camerún.

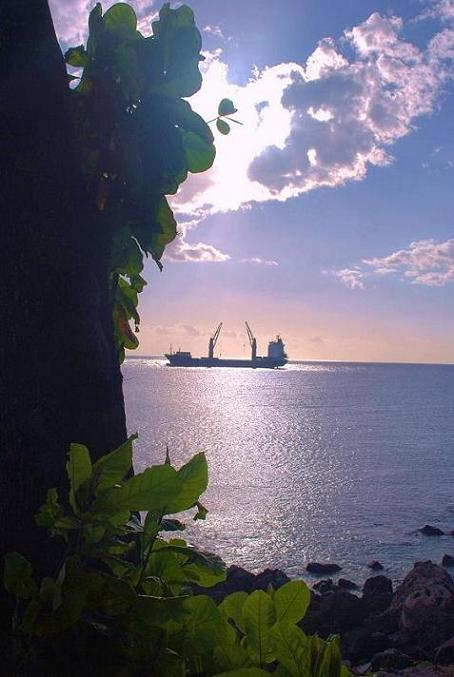
Bahía de Moroni, capital de la Gran Comora.

Por varios siglos, Gran Comora estuvo dividido en más de una docena de sultanatos, incluyendo Bambao, Itsandra, Mitsamihuli, Bajini, Hambu, Washili, Hamahame, Mbude, Hamvu y La Dombe. Los sultanes eran conocidos como falmes. En 1886 el gobernante de Bambao, Saidi Ali ibn Saidi Omar, unificó los sultanatos de Gran Comora en el estado de Ngazidja, manteniendo la autonomía en los otros sultanatos. Ese mismo año, Francia estableció un protectorado sobre la isla y en 1893 Saidi Ali fue enviado al exilio. En 1911 Francia anexionó la isla y los sultanatos fueron abolidos. En 1975 Gran Comora se federó con Anjouan y Mohéli para formar la nación de las Comoras. En 1997 las Comoras comenzó a disgregarse debido a la secesión de Anjouan y Mohéli. Gran Comora se convirtió en la única isla bajo control federal. Sin embargo en el 2002, Gran Comora fue reunificada con las otras islas bajo la nueva Constitución.